# Sidi Namane
Sidi Namane (în arabă سيدي نعمان) este o comună din provincia Tizi Ouzou, Algeria.
Populația comunei este de 10.688 de locuitori (2008).